# Acronychia
Acronychia – rodzaj roślin z rodziny rutowatych (Rutaceae). Obejmuje ponad 50 gatunków występujących w Azji południowo-wschodniej oraz na wyspach Oceanii.

## Morfologia
Zimozielone drzewa i krzewy. Liście naprzeciwległe, pojedyncze lub trójlistkowe. Kwiaty obupłciowe wyrastają w szczytowych lub kątowych kwiatostanach, rzadko pojedynczo. Działki kielicha i płatki korony po 4. Pręcików 8, okazałych. Zalążnia czterokomorowa. Owocem jest mięsista jagoda (zrosła z 4 komorami) lub cztery jagody apokarpiczne.

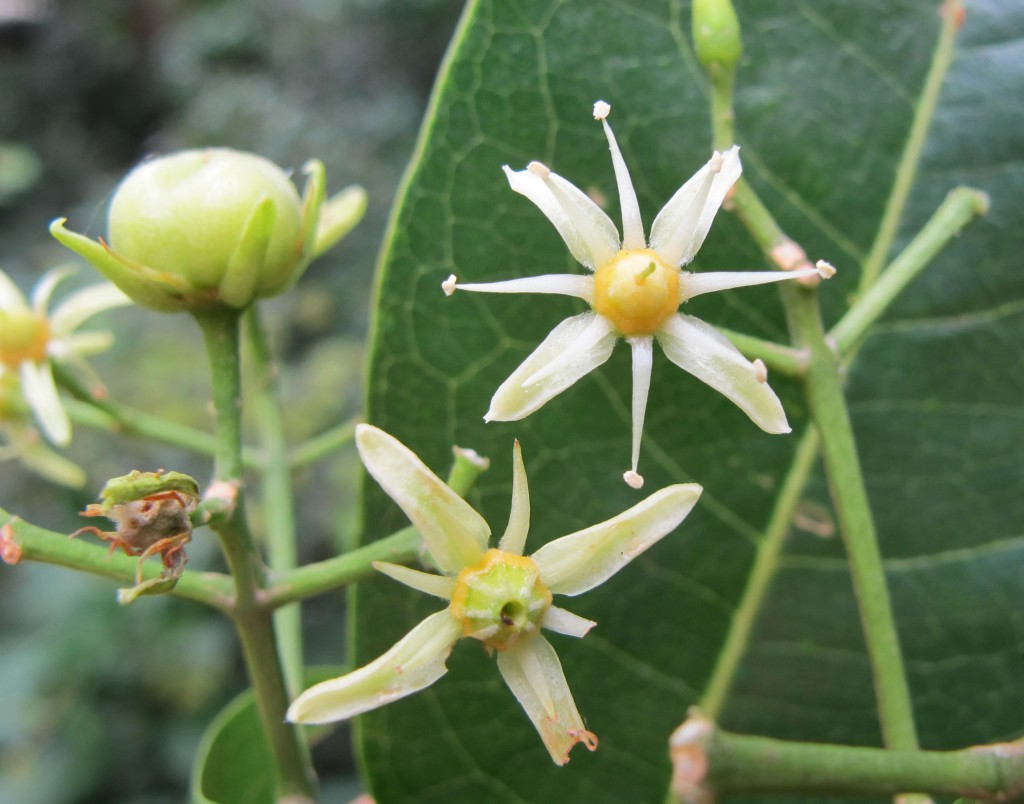
Acronychia pedunculata

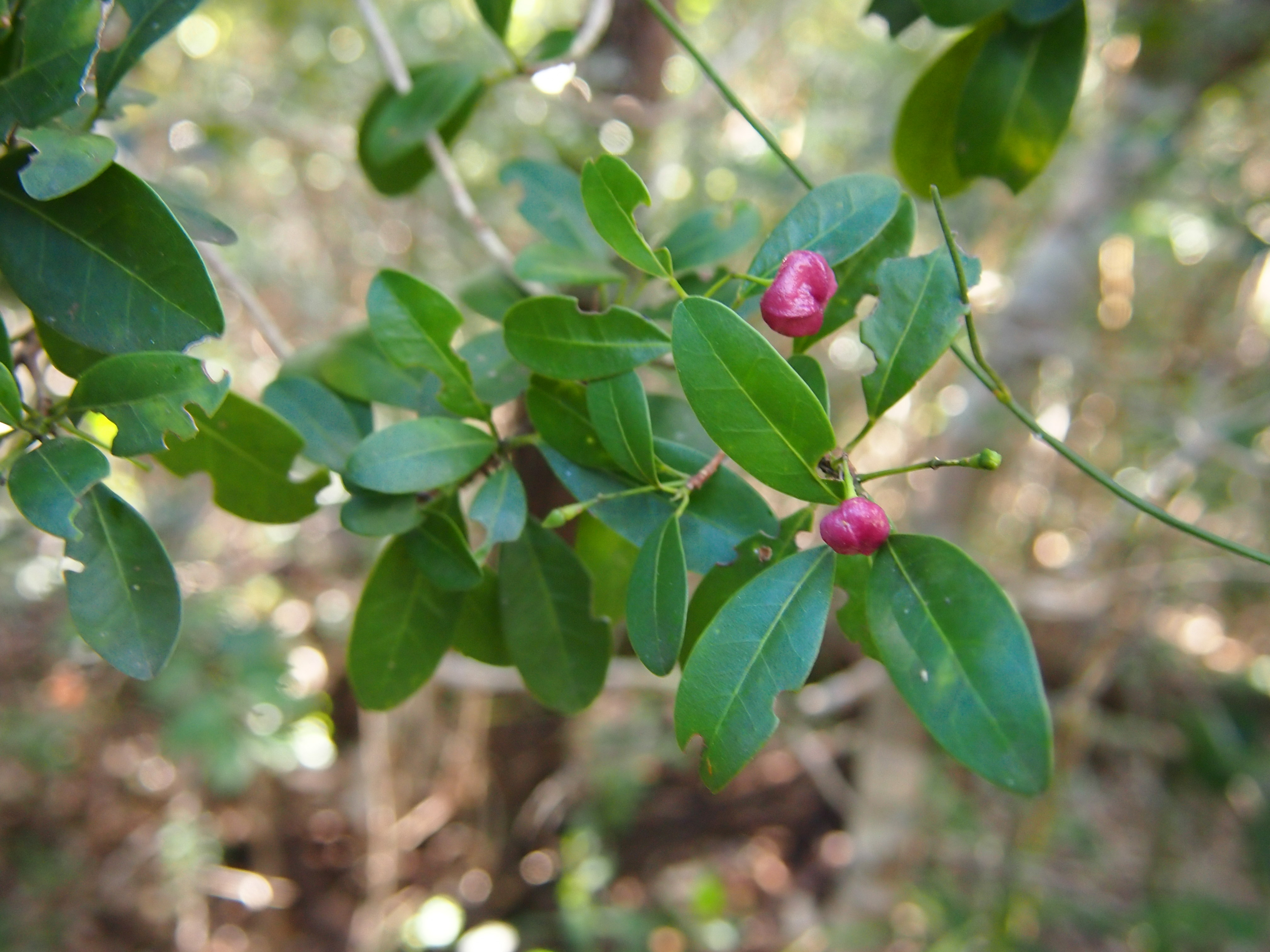
Acronychia laevis

## Systematyka
Pozycja według APweb (aktualizowany system APG III z 2009)
Przedstawiciel podrodziny Toddalioideae w obrębie rodziny rutowatych (Rutaceae) należącej do rzędu mydleńcowców (Sapindales) reprezentującego dwuliścienne właściwe.
Wykaz gatunków
- Acronychia aberrans T.G.Hartley
- Acronychia acidula F.Muell.
- Acronychia acronychioides (F.Muell.) T.G.Hartley
- Acronychia acuminata T.G.Hartley
- Acronychia arfakensis Gibbs
- Acronychia baeuerlenii T.G.Hartley
- Acronychia brassii T.G.Hartley
- Acronychia carrii T.G.Hartley
- Acronychia cartilaginea T.G.Hartley
- Acronychia chooreechillum (F.M.Bailey) C.T.White
- Acronychia crassipetala T.G.Hartley
- Acronychia cuspidata Lauterb.
- Acronychia dimorphocalyx T.G.Hartley
- Acronychia emarginata Lauterb.
- Acronychia eungellensis T.G.Hartley & B.Hyland
- Acronychia foveata T.G.Hartley
- Acronychia glauca T.G.Hartley
- Acronychia goniocarpa Merr. & L.M.Perry
- Acronychia gurakorensis T.G.Hartley
- Acronychia imperforata F.Muell.
- Acronychia intermedia T.G.Hartley
- Acronychia kaindiensis T.G.Hartley
- Acronychia laevis J.R.Forst. & G.Forst.
- Acronychia ledermannii Lauterb.
- Acronychia leiocarpa P.S.Green
- Acronychia littoralis T.G.Hartley & J.Williams
- Acronychia macrocalyx T.G.Hartley
- Acronychia montana T.G.Hartley
- Acronychia murina Ridl.
- Acronychia normanbiensis T.G.Hartley
- Acronychia oblongifolia (A.Cunn. ex Hook.) Endl. ex Heynh.
- Acronychia octandra (F.Muell.) T.G.Hartley
- Acronychia papuana Gibbs
- Acronychia parviflora C.T.White
- Acronychia pauciflora C.T.White
- Acronychia pedunculata (L.) Miq.
- Acronychia pubescens (F.M.Bailey) C.T.White
- Acronychia pullei Lauterb.
- Acronychia reticulata Lauterb.
- Acronychia richards-beehleri Takeuchi
- Acronychia rubescens Lauterb.
- Acronychia rugosa T.G.Hartley
- Acronychia schistacea T.G.Hartley
- Acronychia similaris T.G.Hartley
- Acronychia smithii T.G.Hartley
- Acronychia suberosa C.T.White
- Acronychia trifoliolata Zoll. & Moritzi
- Acronychia vestita F.Muell.
- Acronychia wabagensis T.G.Hartley
- Acronychia wilcoxiana (F.Muell.) T.G.Hartley
- Acronychia wisseliana T.G.Hartley